# 貝爾克里克鎮區 (明尼蘇達州清水縣)
貝爾克里克鎮區（英語：Bear Creek Township）是位於美國明尼蘇達州清水縣的一個行政鎮區。

## 地方資料
貝爾克里克鎮區的面積為82.90平方千米，當中陸地面積為78.50平方千米，而水域面積為4.40平方千米。根據2020年美國人口普查的數據，當地共有人口112人，而人口密度為每平方千米1.35人。